# 拉扎列夫 (市级镇)
拉扎列夫（羅馬化：Lazarev）是俄罗斯哈巴罗夫斯克边疆区的市级镇，为阿穆尔河畔尼古拉耶夫斯克区两座市级镇中规模较小的一座。地处哈巴罗夫斯克边疆区东南部，坐落于同名海角上，位于区行政中心阿穆尔河畔尼古拉耶夫斯克（庙街）东南、边疆区首府哈巴罗夫斯克（伯力）东北方，东与萨哈林州隔涅韦尔斯科伊海峡相对。
以海军军官、探险家米哈伊尔·彼得罗维奇·拉扎列夫命名。2022年人口有882人；2010年人口1,308；2002年人口1,964；1989年人口2,695。